# 에드 플랜더스
에드 플랜더스(영어: Ed Flanders, 1934년 12월 29일 ~ 1995년 2월 25일)는 미국의 영화 배우, 무대 배우이다.

## 출연 작품

### 영화
- 1995년 바이 바이 러브
- 1990년 엑소시스트 3
- 1981년 스코키
- 1981년 고백
- 1977년 맥아더